# Rope Jumping
Rope jumping é um esporte radical similar ao Bungee jumping, que consiste em saltar ao vazio, preso pela cintura e peitoral (admitindo variações como costas ou tornozelos) a cordas não elásticas. A absorção da queda do praticante é feita pelo movimento pendular realizado com o corpo após o salto, e por sistemas de polias presos às cordas. Após o salto o praticante pode ser conduzido até o chão ou içado de volta ao ponto de salto, dependendo da necessidade do local.

## História
O salto de Rope Jumping começou na década de 1990, desenvolvido pelo escalador Dan Osman, que a princípio o batizou de Rope Free Flying. Ele realizava quedas propositais a fim de avaliar os equipamentos de escalada que utilizava. Em algumas destas quedas, ele experimentava o efeito pêndulo, termo conhecido entre os escaladores, que é o movimento lateral que acontece quando o escalador cai e não está alinhado com as ancoragens abaixo dele.
Dan Osman  começou a fazer saltos cada vez maiores, em pontes e em formações rochosas nos Estados Unidos. Ele também utilizava o salto para treinar novos escaladores, ajudando-os a perder o medo da queda durante as escaladas. Com o tempo o esporte foi ganhando adeptos no mundo todo, que começaram a praticar o Rope jumping tanto como esporte quanto por lazer.
Em 1998, com a morte do inventor do esporte Dan Osman em um salto de mais de 300 metros, o esporte deixou de ser praticado em muitos locais. Porém, com novos materiais e técnicas, ele retornou ao cenário radical, no começo da década de 2010 e hoje é um dos mais procurados em muitos Países, como o Brasil, EUA e Rússia.

## Recordes
O Rope Jumping não tem recordes homologados pelo Guinness Book, mas o recorde, não oficial, de queda livre atual foi quebrado em 2018, pelo atleta Carlos Torija, saltando da montanha Kjerag (Noruega). O salto foi realizado com 424,8 metros de queda livre e 571 metros de queda total, deixando o recorde anterior, de 392 metros, para trás.
O maior salto da América Latina foi realizado pelo atleta Marco Jota, em 2019, na Cachoeira do Tabuleiro (Brasil). O salto foi realizado há uma altura de 273 metros com 250 metros de queda total.
O recorde, não oficial, de pessoas saltando junto foi quebrado por um grupo de brasileiros praticantes, em 2017, na cidade de Hortolândia. O salto foi realizado por 245 pessoas simultaneamente.